# 448
Cette page concerne l'année 448  du calendrier julien. Pour l'année 448 av. J.-C., voir 448 av. J.-C. Pour le nombre 448, voir 448 (nombre).
L'année 448 est une année bissextile qui commence un jeudi.

## Événements
- Août : début du règne de Rechiaire, roi des Suèves (fin en 456)[1].
- 22 novembre :  l’hérésiarque byzantin Eutychès est condamné au concile de Constantinople, ce qui provoque la crise du monophysisme, qui durera 232 ans. Le patriarche d’Alexandrie Dioscore, qui soutient Eutychès, force l'empereur d'Orient Théodose II à convoquer un nouveau concile à Éphèse (449)[2]. Pour les monophysites, le Christ ne possède qu’un seule nature, la nature divine sous l’apparence humaine.

- Le patrice Anatole passe un traité de paix provisoire avec Attila, qui obtient le paiement des sommes déjà fixées. Attila exige aussi la création d’une marche frontière en Mésie et l’établissement d’un marché à Naissus (Niš), ce que les Romains orientaux ne peuvent accepter. À Constantinople, le ministre de Théodose II Chrysaphius, se résout alors à corrompre le roi skire Edika pour faire assassiner Attila (été 449). Ce plan éventé par Flavius Oreste, Attila réclamera l’extradition de Chrysaphius directement à Théodose[3]. Les accords avec Anatole, puis avec Maximin en 449, interdisent l’exportation de chevaux hunniques vers l’Empire romain. Un système de poste d’échange pour chevaux doit exister chez les Huns, comme plus tard chez les Mongols[3].
- En Asie centrale, les Tuoba (T'o-pa) de la dynastie des Wei du Nord occupent les oasis de Koutcha et de Karachahr[4].

- Aetius bat les Francs saliens à la bataille de Vicus Helena près d'Arras ; Clodion le Chevelu obtient Tournai où son successeur Mérovée installe sa capitale[5].
- Selon la Chronica Gallica, le médecin Eudoxe, chef des Bagaudes de la région de la Loire, s’enfuit chez Attila. Il lui aurait conseillé d’envahir la Gaule[3].

## Naissances en 448
- Godard, évêque de Rouen.

## Décès en 448
- 31 juillet : Germain d'Auxerre, évêque d'Auxerre
- Août : Rechila, roi des Suèves[1].